# کبوتر آبی ماداگاسکار
کبوتر آبی ماداگاسکار (نام علمی: Alectroenas madagascariensis) نام یک گونه از تیره کبوتر است.
این گونه بوم‌زاد شمال و شرق ماداگاسکار می‌باشد. زیستکاهش نیز جنگل‌های در ارتفاع ۲٬۰۰۰ متری می‌باشد.